# استعمال العقاقير الاستجمامي

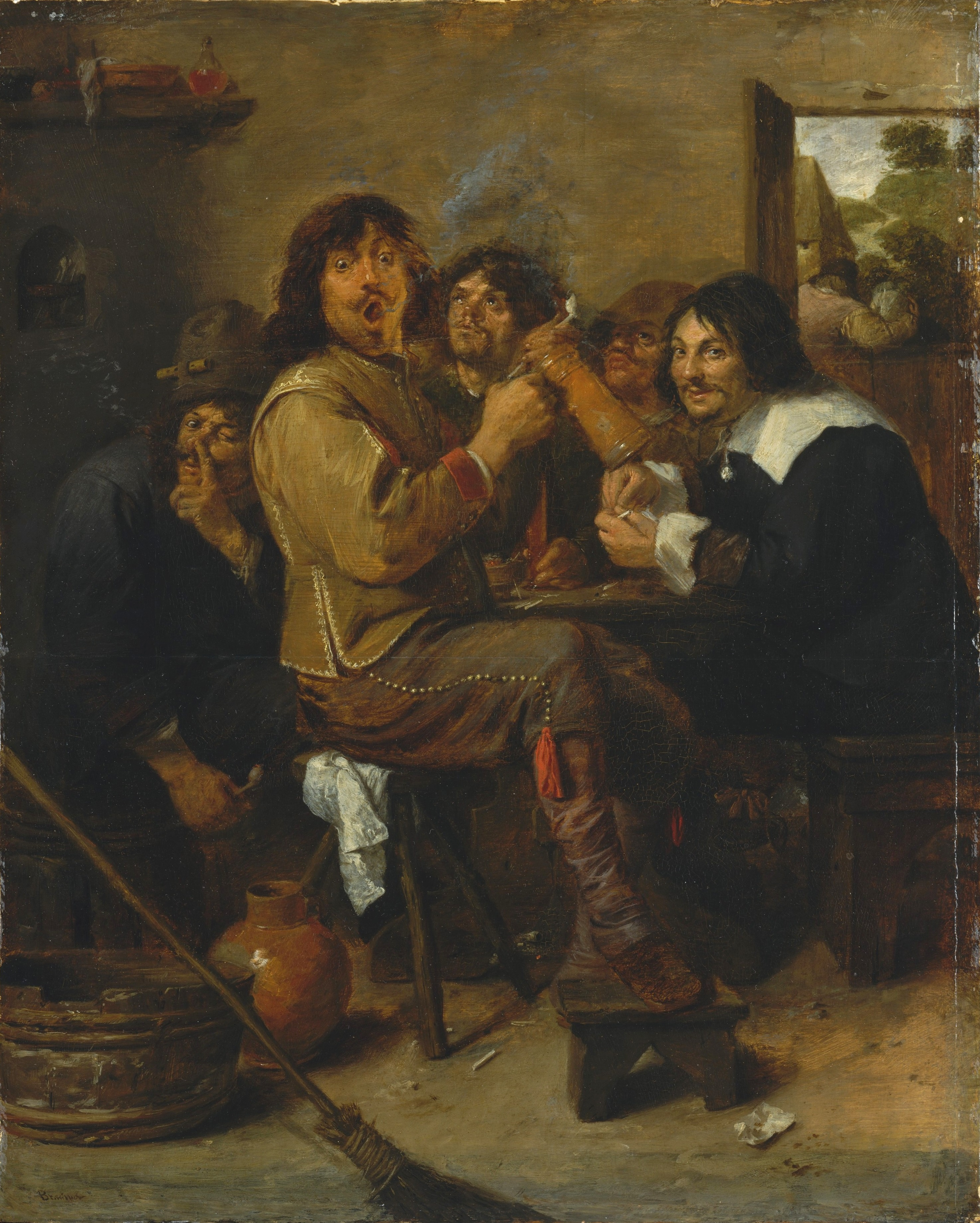

مصطلح تعاطي المؤثرات العقلية يقصد به تناول أي مادة لها تأثير على الجهاز العصبي وعلى العمليات العقلية، سواء عن طريق الشم أو التدخين أو البلع أو الحقن، تتسب في حالة من النشوة أو الفتور أو التخدير أو التنويم أو التنشيط، ويكون من شان هذه المادة أنها تسبب حالة من إدمان تعاطيها.
ومصطلح المؤثرات العقلية هو مصطلح قد يستخدم في العربية مرادفا لمصطلح المخدرات والمسكرات ، وهو يشمل الأصناف التالية:
1. المخدرات: وهي مواد مصنعة وغير مصنعة ومركبة، غير مسموح بتعاطيها طبياً، مثل الهروين والكوكايين والحشيش والإمفيتامين وحبوب الهلوسة. والتي لا يسمح بتداولها ولا تناولها ويعاقب القانون على حيازتها.
2. المخدرات الطبية، وهي عقاقير طبية تستخدم لأغراض طبية، ولا تصرف للاستخدام إلا بوصفة طبية مقننة. ويعد استخدامها بدون وصفة طبية إساءة استعمال لمواد تؤدي إلى الإدمان على تعاطيها وتضر بالصحة.
3. الكحول: ويقصد بها المشروبات الروحية التي تحتوي على نسب من العناصر المسكرة والمذهبة للعقل، نظراً لاحتوائها على نسب من الكحول، وتشمل المسكرات المصنعة لغرض السكر، والعرق المصنع محلياً، فضلاً عن استخدام الكولونيا العطرية التي يستخدمها قلة من المتعاطين.
4. المستنشقات: المستنشقات ويقصد بها المواد الطيارة ذات التأثير العقلي التي توجد عناصرها الفعالة في كثير من المنتجات المنزلية مثل منظفات الفرن والبنزين والدهانات الرشية وغيرها من المواد النفاثة، وهي تتسبب في حدوث تغييرات عقلية حين استنشاقها.

## تعريف المؤثرات العقلية
المؤثرات العقلية تعرف علمياً بأنها مواد شديدة السميّة على الخلايا العصبية وخاصة خلايا المخ. فبحسب الأبحاث الطبية التي توصلت لها المؤسسات المعنية بالصحة ودراسات آثر تعاطي المخدرات على الجهاز العصبي، فإن لتعاطي المواد المخدرة آثار خطيرة على الصحة يمكن وصفها على النحو التالي :
1. الكحول: تعاطي الكحول يمكن أن يسبب تلفاً في المخ و في معظم أعضاء الجسد. والمناطق المعرضة للتلف في المخ بسبب تعاطي الكحول هي: القشرة الدماغية (والتي تعتبر المسئولة عن وظائف المخ العليا بما فيها حل المشاكل وصنع القرار)، وقرن آمون hippocampus (وهو جزء هام لعمليات التذكر والتعلم)، والمخيخ (صحب الأهمية القصوى لتنسيق الحركة).
2. الحشيش: ويسمى لدى البعض الماريجوانا، وهي من أشهر المواد المخدرة استخداماً على مستوى العالم. هذه المادة المخدرة تضعف على المدى القصير عمليات التذكر والتعلم، وتقلل من القدرة على تركيز الانتباه وتفقد الإنسان قدرته على التنسيق. كما أنها أيضاً تزيد من معدل ضربات القلب، وتضر بالرئتين، وتتسبب في الإصابة بالذهان وخاصة لدى الأشخاص المعرضين لخطر الإصابة بهذا المرض.
3. المستنشقات: وهي مواد طيارة توجد في كثير من المنتجات المنزلية مثل منظفات الفرن والبنزين والدهانات الرشية وغيرها من المواد النفاثة، وهي تتسبب في حدوث تغييرات عقلية حين استنشاقها. المستنشقات سامة للغاية ويمكن أن تضر وبفداحة بالقلب والكليتين والرئتين والدماغ. حتى أن الشخص السليم، إذا تعرض ذات مرة لاستنشاق طويل لمثل هذه المواد، قد يعاني من فشل في وظائف القلب ومن ثم الوفاة في غضون دقائق.
4. الكوكايين: الكوكايين منبه يعمل لفترة قصيرة، والذي قد يقود المتعاطين إلى الإفراط بتعاطيه (بتناول المخدر لعدد من المرات في الجلسة الواحدة). وتعاطي الكوكايين يمكن أن يؤدي إلى عواقب طبية خطيرة تتعلق القلب والجهاز التنفسي والعصبي والهضمي.
5. الإمفيتامينات: الإمفيتامينات ومن ضمنها الميثامفيتامين، من المنشطات القوية التي يمكن أن تنتج إحساس قوي بالنشاط والخفة والتنبيه. خصوصًا، آثار الميثامفيتامين تدوم طويلاً وتلحق الضرر بالمخ. والإمفيتامينات يمكن أن تتسبب في ارتفاع درجة حرارة الجسم وتؤدي إلى النوبات و مشاكل خطيرة في القلب.
6. إكستاسي (الاكستاسي) ينتج آثار تنبيه وتغير عقلي. ويمكنه أ‍ن يزيد من درجة حرارة الجسم ومعدل ضربات القلب وضغط الدم وزيادة الجهد على جدار القلب. وبمقدور الاكستاسي أيضاً أن يحدث تسمما للخلايا العصبية.
7. ثنائي إيثيل أميد حمض الليسرجيك إل سي دي، وهي واحدة من أقوى المواد المخدرة فاعلية في إحداث الهلوسة وتغيير الإدراك. فآثارها لا يمكن التنبؤ بها، والمتعاطي قد يرى الألوان والصور وكأنها حية، ويسمع أصوات ويشعر بأحاسيس وكأنها حقيقة رغم أن لا وجود لها. كما قد يمر المتعاطي بتجارب وعواطف صادمة قد تستمر لعدة ساعات. كما أن لها آثار قصيرة أجل تشمل زيادة درجة حرارة الجسم ومعدل ضربات القلب وضغط الدم والتعرق وفقدان الشهية والأرق و جفاف الفم والرعشة.
8. الهيروين هو مخدر أفيوني قوي ينتج عن استخدامه بهجة وشعور بالاسترخاء. فهو يبطئ التنفس و يرفع من خطر الإصابة بالأمراض المعدية، وخاصة عند أخذه عبر الوريد. علماً بأن المخدرات الأفيونية الأخرى التي تستخدم لأغراض طبية، بما فيها المورفين والأوكسيكونتين والفيكودن والبيركودان، إذا استخدمت لأغراض غير طبية وأسيء استعمالها فإن لها نفس النتائج الضارة المترتبة على استخدام الهيروين.
9. الأدوية الموصوفة طبياً، يتزايد سوء تعاطيها أو استخدامها لأغراض غير طبية. وهذه الممارسة لا تقود للإدمان فقط بل للموت أحياناً. وفئات العقارات الطبية الشائع إساءة استخدامها تشمل المسكنات والمهدئات والمنشطات. من بين أكثر الجوانب المثيرة للقلق في هذا الاتجاه الناشئ للتعاطي، هو انتشاره بين المراهقين والشباب، وذلك بسبب سوء فهم عام لهذه الأدوية يعتقد بأنها آمنة طبياً حتى حينما تستخدم بطرق غير شرعية.
10. الهرمونات، والتي توصف لحالات طبية معينة، يساء استخدامها لزيادة حجم العضلات وتحسين الأداء الرياضي أو المظهر الجسدي. وتشمل عواقب إساءة استخدامها بروز حب الشباب الحاد وزيادة خطر الإصابة بأمراض القلب ومشاكل في الكبد والسكتة الدماغية والأمراض المعدية والاكتئاب والانتحار.
11. المزاوجة بين المخدرات أمر خطير في حد ذاته، وبات من المألوف وجود من يجمعون بين تعاطي نوعين فأكثر من المخدرات. هذه الممارسة تتراوح ما بين المزاوجة بين تعاطي عقارات طبية وشرب كحول وتدخين، إلى حد خطورة الخلط العشوائي بين الأدوية الموصوفة طبياً، وتصل إلى المزامنة القاتلة بين الفنتالين والهروين أو الكوكايين (الفنتالين عقار أفيوني طبي للحد من الألم). مهما كان مضمون المخدرات والعقارات التي تمت المزاوجة بينها، فمن المهم إدراك أن ما تحدثه هذه المزاوجة من تفاعلات كيميائية بين العقارات المخدرة، يسبب مخاطر أعلى بكثير من تلك التي تحدث بسبب تعاطي نوع واحد من المخدرات.

## مرض الإدمان
الإدمان وتعاطي المؤثرات العقلية:

إدمان المخدرات يعرف بأنه مرض عضال يصيب المخ ويتصف بالتردد المزمن. يشخص بإلزامية السعي للحصول على المخدر واستعماله على الرغم من معرفة آثاره الضارة. والإصابة بإدمان المخدرات يعتبر مرض عقلي لأن المخدرات تغير المخ - فهي تغير تركيبته والطريقة التي يعمل بها. هذه التغييرات في المخ تستطيع أن تمتد لأمد طويل، وتستطيع أن تقود إلى سلوكيات ضارة يمكن رؤيتها على من يتعاطون المخدرات
لماذا لا يستطيع المدمن التوقف عن تعاطي المخدرات بإرادته؟
تقريباً كل الأفراد الذين أدمنوا أو هم أصيبوا بمرض الإدمان، كانوا يعتقدون في بداية تعاطيهم أنهم يستطيعون إيقاف تعاطي المخدرات بإرادتهم، والكثير منهم حاول التوقف بدون معالجة. على أية حال غالبية هذه المحاولات باءت بالفشل في تحقيق امتناع طويل الأجل، فسرعان ما يعاودون التعاطي. إذ أظهرت الأبحاث أن الاستعمال الطويل للمخدر ينتج عنه تغيرات حاسمة في وظائف المخ والتي تدوم طويلاً بعد توقف الأفراد عن التعاطي. التغيرات المشار إليها في وظائف المخ ربما يكون لها العديد من النتائج السلوكية، بما فيها الالتزام بتعاطي المخدرات على الرغم من النتائج المناوئة – لخاصية الإدمان المعروفة